# Arkadij Ivanovič Aris
Arkadij Ivanovič Aris (in russo Аркадий Иванович Арис?; Siner', 29 gennaio 1901 – Gulag, 1º giugno 1942) è stato uno scrittore e critico letterario russo di lingua ciuvascia.

## Biografia
Cugino germano dello scrittore Nikolaj Jakovlevič Jut Zolotov, fu membro dell'Unione degli Scrittori dell'Unione Sovietica dal 1934 alla morte. Tradusse in ciuvascio Le mie università di Maksim Gor'kij e Chapaev di D. Furmanov). Attivo, sin dai primi anni, nella vita pubblica, venne arrestato nel 1937 e morì in un gulag in Siberia, nel 1942, all'età di 41 anni.